# Jasmin Stowersová
Jasmin Marie Stowersová (* 23. září 1991, Pendleton) je americká atletka, její disciplínou jsou překážkové sprinty.
Startovala na Mistrovství světa v atletice do 17 let 2007 v Ostravě, kde skončila čtvrtá na 100 metrů překážek. Absolvovala Louisiana State University, v roce 2014 byla třetí na 60 m překážek na halovém mistrovství National Collegiate Athletic Association a druhá na stejné trati na mistrovství NCAA pod širým nebem. Od roku 2015 závodí profesionálně. Na seniorském Mistrovství USA v atletice byla čtvrtá v roce 2014 na 100 m překážek a vyhrála v roce 2015 halové mistrovství USA na 60 m překážek. Zvítězila na mítinku Diamantové ligy Qatar Athletic Super Grand Prix 2015 v čase 12,35 s, který je rekordem mítinku a stala se tak sedmou nejrychlejší ženou v historii překážkářské stovky. Poté vyhrála také Bislett Games a Aviva London Grand Prix.